# NGC 2639
NGC 2639 este o seyfert 1 galaxy⁠(d) situată în constelația Ursa Mare. A fost descoperită în 1788 de către William Herschel. Se află la o distanță de 44,6 de megaparseci de Pământ.